# Can Torres (Mataró)
Can Torres és una masia de Mataró (Maresme) protegida com a bé cultural d'interès local.

## Descripció
Edifici civil. Construcció de planta baixa i dos pisos, cobert amb teulada de tres vessants. Destaca l'ús dels carreus de pedra en el portal d'arc de mig punt dovellat que marca l'eix de simetria del conjunt, així com en totes les llindes, llindars i brancals de les obertures i als angles de l'edifici. Al voltant de les finestres, l'arrebossat del mur encara perfila les formes clàssiques del segle xviii, realitzades amb lliscat de calç. El volum de les finestres minva amb l'alçada. Sobresurt un ampli voladís de teules. A l'interior, els embigats estan ben conservats, encara que alguns sostres han estat substituïts per voltes. És remarcable el celler, amb dos arcs sostinguts per una pilastra amb capitell i base. A la part de dins de les finestres hi ha festejadors. Posteriorment s'han afegit construccions annexes al cos principal i s'ha modificat la dimensió de les finestres superiors.

## Història
L'arquitectura de la casa es pot datar a l'època del gran conreu de la vinya i de l'exportació del vi. El gran celler i la construcció donen a entendre que l'edifici es va construir a finals del segle xvii.